# Alaudidae
Famille
Les Alaudidae (ou alaudidés) sont une famille de passereaux constituée de 21 genres et 97 espèces. Elle comprend les alouettes, les ammomanes, les sirlis, les moinelettes (anciennement appelées alouettes-moineaux) et les cochevis.

## Répartition
Son aire de répartition va de la zone éthiopienne à la zone australasienne, en passant par le paléarctique et à la zone orientale, une seule espèce (Eremophila alpestris) atteint la zone néarctique.

## Biologie
Ce sont des oiseaux terrestres de taille petite à moyenne (de 10 à 23 cm), dont le plumage terne présente généralement des teintes brunâtres ou chamois. L'ongle de l'orteil postérieur est habituellement long et droit, et le bec est extrêmement variable en taille et en forme selon l'espèce.
Cette famille est caractéristiques des zones arides ou semi-arides, peuplant les zones découvertes ou cultivées.

## Taxonomie
La vaste étude phylogénique d'Alström et al. (2013) amène à une révision complète de cette famille que le Congrès ornithologique international répercute dans sa classification de référence (version 4.2, 2014).

### Liste alphabétique des genres
- Alaemon (2 espèces)
- Alauda (4 espèces)
- Alaudala (5 espèces)
- Amirafra (3 espèces)
- Ammomanes (3 espèces)
- Ammomanopsis (1 espèce)
- Calandrella (6 espèces)
- Calendulauda (8 espèces)
- Certhilauda (6 espèces)
- Chersomanes (2 espèces)
- Chersophilus (1 espèce)
- Corypha (11 espèces)
- Eremalauda (2 espèces)
- Eremophila (2 espèces)
- Eremopterix (8 espèces)
- Galerida (7 espèces)
- Heteromirafra (2 espèces)
- Lullula (1 espèce)
- Melanocorypha (5 espèces)
- Mirafra (7 espèces)
- Pinarocorys (2 espèces)
- Plocealauda (5 espèces)
- Ramphocoris (1 espèce)
- Spizocorys (7 espèces)

### Liste des espèces
D'après la classification de référence (version 5.2, 2015) du Congrès ornithologique international (ordre phylogénique) :